# فهرس مقالات التكنولوجيا الحيوية
التكنولوجيا الحيوية هي تقنية قائمة على علم الأحياء، خصوصًا عند استخدامها في الزراعة، وعلم الأغذية، والطب.

من بين التعريفات العديدة المختلفة المتاحة، يُعد التعريف الذي صيغ بواسطة اتفاقية الأمم المتحدة بشأن التنوع البيولوجي واحدًا من أوسعها:
"التكنولوجيا الحيوية تعني أي تطبيق تكنولوجي يستخدم الأنظمة البيولوجية، أو الكائنات الحية، أو مشتقاتها، لصنع أو تعديل المنتجات أو العمليات لاستخدام محدد." (المادة 2. استخدام المصطلحات)
توفر هذه الصفحة قائمة أبجدية بالمقالات والصفحات الأخرى (بما في ذلك التصنيف والقوائم، إلخ) حول التكنولوجيا الحيوية.

## أ
استخدام التقانة الحيوية في تصنيع الأدوية - أجرعية - أفيمر [الإنجليزية] - أفيمتركس [الإنجليزية] - أمجن - أبتمر -اصطفاء اصطناعي - أخلاقيات علم الأحياء - إحصاء حيوي - اصطناع حيوي - استنساخ - اتفاقية التنوع البيولوجي - استشراب - إنزيم - الإيثانول - تصنيف:أغذية متخمرة - أغذية معدلة وراثيا - أرز ذهبي - استنساخ البشر - أوميكس - آلة جزيئية - استدامة - استخدام التقانة الحيوية في تصنيع الأدوية - أحمد مستجير

## ب
بيوجن آيدك - بيوفوتونيك - بروتينات فلورية خضراء - بنسلين - بروتيوميات - ببمد سنترال

## ت
تثبيط مناعي - تقانة حيوية - تآثروم - التكنولوجيا الحيوية النانوية - تعدين حيوي [الإنجليزية] - تنقيب حيوي - تنبيه حيوي - تشيرون [الإنجليزية] - تعديل كريسبر - توجيه بشأن الحماية القانونية لاختراعات التكنولوجيا الحيوية [الإنجليزية] - تسلسل الحمض النووي الريبوزي منقوص الأكسجين - تقزم - تثقيب كهربائي - تقنية حيوية بيئية - تحسين النسل - تخمير (أغذية) - التكنولوجيا الحيوية الزراعية - تقنيات التلقيح بالمساعدة - تعطيل مورثة - تحرير جيني - تعلم الآلة في المعلوماتية الحية - تاكيدا لعلم الأورام [الإنجليزية] - التزاوج (علم الوراثة) - التنظيم القانوني للهندسة الوراثية - تسلسل الحمض النووي العشوائي [الإنجليزية] - تنمية مستدامة - تقنية الحد من الاستخدام الجيني - تقنيات النسخ - تاريخ التقانة الحيوية

## ج
جينينتيك [الإنجليزية] - الجدل حول الأغذية المعدلة وراثيا - جينزيم [الإنجليزية] - جسم مضاد نباتي - جين مخبر

## ح
حرب بيولوجية - حمض نووي معاد التركيب - حيوان معدل وراثيا

## خ
خيمر - خلايا بويضة الهامستر الصيني - الخدمة الدولية لاقتناء تطبيقات التكنولوجيا الحيوية الزراعية [الإنجليزية] - خلية الوقود الميكروبية [الإنجليزية] - خلية جذعية

## د
ديزل حيوي - دوللي

## ذ
ذرة معدلة وراثيا

## ر
رنا مضاد للدلالة - الرقاقة الحيوية - رشح حيوي

## س
سماد خليط - سيرونو [الإنجليزية]

## ض
ضيائية حيوية - ضد وحيد النسيلة

## ط
الطفل المصمم

## ع
علم الأحياء الاصطناعي - علم الجراثيم - عامل حيوي - علاج بالخلايا - علم الجينوم الكيميائي - علم الأحياء المحوسب - علم الكونكتوم [الإنجليزية] - علاج جيني - علم الوراثة - علم الجينوم - علم الجليوكوم [الإنجليزية] - علم المناعة - العلاج المناعي - علم الحيوان - علم الموائع الدقيقة - علم الأحياء الجزيئي - علم الصيدلة الجيني - علم الأحياء التركيبي - علم الفيروسات - علم المغناطيسية الحيوية

## غ
غاز حيوي

## ف
الفيروسات المرتبطة بالغدية - فوسفاتاز - فايزر

## ق
قرين جسم مضاد-دواء

## ك
الكيمياء الحيوية - كريسبر - كائنات محبة للظروف القاسية في مجال التقانة الحيوية [الإنجليزية] - كائنات معدلة وراثيا

## ل
ليبيدوميات - لقاح

## م
مشروب كحولي -- مضاد حيوي - مؤشرات بيولوجية - المعلوماتية الحيوية - محاكاة حيوية - تصنيف:معلوماتية حيوية - معالجة حيوية - مستحضرات دوائية حيوية - مفاعل حيوي - معالجة مناعية للسرطان - مستقبل مستضد خيمري - مصفوفة دي إن إيه دقيقة - محاصيل معدلة وراثيا - مشروع الجينوم البشري - ميدإيميون [الإنجليزية] - ميتابولوميات - الميتاجينومية - معالجة فطرية - معالجة بالعاثيات - مخاطر التكنولوجيا الحيوية - المركز الوطني لمعلومات التقانة الحيوية - مونسانتو

## ن
نقل الأعضاء بين الكائنات الحية - نموذج حي - نظام التكرارات المترادفة القصيرة المتعدد [الإنجليزية] - نبات معدل وراثيا - النواقل في العلاج الجيني - نور الدين مليكشي

## هـ
الهندسة الكيميائية الحيوية - هندسة حيوية - هندسة إلكترونيات حيوية - هندسة طبية حيوية - هامستر صيني [الإنجليزية] - هندسة وراثية - هندسة الأيض [الإنجليزية] - هندسة الجزيئات الحيوية

## و
وقود طحلبي - وقود حيوي